# Adrian Gmelch
Adrian Gmelch (* 1993 in Rosenheim) ist ein deutscher Autor und Filmkritiker.

## Leben
Gmelch studierte an der Katholischen Universität Eichstätt-Ingolstadt und dem Institut d’Etudes Politiques de Rennes Politikwissenschaft, Kommunikationswissenschaft und Sozialwissenschaften.
Gmelch schreibt unter anderem für Deadline, Splatting Image und den film-dienst. Er hat sich intensiv mit dem Filmemacher M. Night Shyamalan beschäftigt, dem er zwei Bücher gewidmet hat. Dazu gehört auch der Interviewband M. Night Shyamalan: Interviews in der US-Buchreihe „Conversations with Filmmakers“.
Mit seinem Buch Art-Horror über die Filme von Ari Aster und Robert Eggers (2022) hat Gmelch den Horrorfilm-Genre-Begriff „Art-Horror“ geprägt und damit einen Blick auf die „kontemporäre Horrorkultur“ geworfen. Dabei handle es sich um Filme, die „existenzielle Ängste“ heraufbeschwören und denen es gelinge, „eine bedrückende und beklemmende Atmosphäre zu schaffen, die auch noch lange nach dem Abspann anhält“.
Zusammen mit Jonathan Ederer verfasste Gmelch den Band David Lynch begreifen (2024), der Lynch als Universalkünstler betrachtet und nicht nur als Filmemacher. Die These: Film ist „nur“ ein weiterer Bestandteil des Schaffens von Lynch, neben den „Bereichen Musik, Design und bildender Kunst“.

## Werke

### Sachbücher
- Die politische Philosophie Arthur Schopenhauers. Diplomica Verlag, Hamburg 2016, ISBN 978-3-95934-910-9.
- Die Neuerfindung des M. Night Shyamalan. Büchner-Verlag, Marburg 2021, ISBN 978-3-96317-260-1.
- Art-Horror. Die Filme von Ari Aster und Robert Eggers. Büchner-Verlag, Marburg 2022, ISBN 978-3-96317-318-9.
- M. Night Shyamalan: Interviews. University Press of Mississippi, Jackson 2023, ISBN 978-1-4968-4802-4. (als Herausgeber)
- David Lynch begreifen. Kunst – Kino – Kreativität. Büchner-Verlag, Marburg 2024, ISBN 978-3-96317-377-6. (mit Jonathan Ederer)
- Perspektiven auf Robert Eggers' Filme. Büchner-Verlag, Marburg 2024, ISBN 978-3-96317-389-9. (als Herausgeber)

### Roman
- Der Taxidermist. Atma Edition, München 2023, ISBN 978-3-00-077207-8.